# Nana (Călărași)
Pour les articles homonymes, voir Nana.
Nana est une commune roumaine située dans le județ de Călărași.